# Torre de telegrafía óptica del Buen Retiro
La torre de telegrafía óptica del Buen Retiro, conocida popularmente como Castillete del Retiro, es un edificio del parque del Retiro de Madrid. Construido en 1850, aprovechando su ubicación en la parte más alta del parque, albergó el telégrafo óptico del español José María Mathé. Tras la caída en desuso de la telegrafía óptica, fue la primera sede del Instituto Central Meteorológico. Hoy se encuentra en restauración.
Forma parte del Paisaje de la Luz, un paisaje cultural declarado Patrimonio de la Humanidad el 25 de julio de 2021.

## Descripción
La torre de telegrafía óptica del Buen Retiro se encuentra en la esquina Sureste del parque, unos cien metros al Oeste de la calle Menéndez Pelayo de Madrid y a una altura intermedia entre la Puerta de Granada y la Puerta del Niño Jesús.
La torre se construyó en 1850, por iniciativa del ingeniero José María Mathé Aragua, con sus planos y el sistema telegráfico diseñado por él para la construcción de toda la red de telegrafía óptica de España. Esta torre, como el resto de las de telegrafía óptica, era una pequeña fortificación que tenía 7 m de lado y 12 m de ancho. Constaba de tres plantas, comunicadas por una escalera de caracol y una azotea donde se instalaba el telégrafo. El mecanismo de transmisión se accionaba desde la tercera planta y eran los "torreros", los empleados de Telégrafos, los que trasmitían los mensajes codificados, o telegramas ópticos, por la red.
A esta torre modelo se le añadieron cuatro torres cilíndricas en sus cuatro esquinas, cresterías, matacanes y ventanas ojivales, dándole un aire gótico.

## Historia

### Como torre de telegrafía óptica
La torre de telegrafía óptica del Buen Retiro se construyó entre mayo y octubre de 1850, por iniciativa de José María Mathé, jefe de las Líneas Telegráficas Nacionales y primer director general de Telégrafos. Se llevó a cabo con los planos y el sistema telegráfico diseñado por él para la construcción de toda la red de telegrafía óptica de España. Dependiente del Observatorio Astronómico, fue cabecera de la línea de telegrafía óptica de Madrid a Valencia-Barcelona-La Junquera. La línea tenía 30 torres en el primer tramo de Madrid a Valencia. También fue cabecera de la línea de Madrid a Cádiz que constaba de 59 torres.

### Telegrafía eléctrica

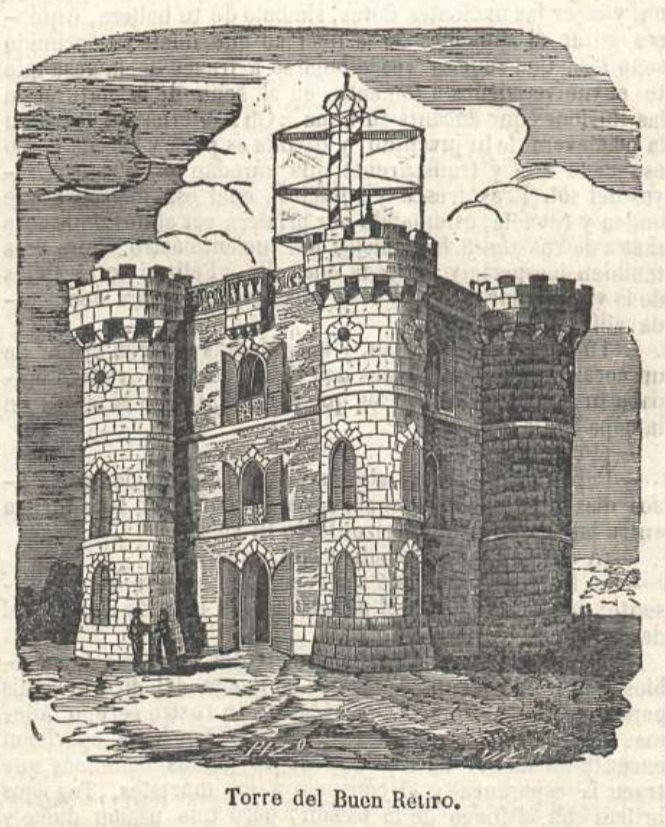
Torre de telegrafía óptica del Buen Retiro, grabado en la revista La Ilustración (3 de mayo de 1851).

La primera Escuela de Telegrafía Eléctrica de España tuvo su sede en la torre de telegrafía óptica del Buen Retiro. La Escuela fue creada por Real Decreto de 7 de octubre de 1852. Allí se formaron, en un primer momento, 24 torreros, que pasaron a recibir instrucción teórico-práctica en las técnicas de construcción y manejo de las líneas electro-telegráficas, y se convirtieron en los primeros empleados del telégrafo eléctrico. La Escuela estuvo funcionando desde 1852 hasta, al menos, 1857. Existe un inventario de 1853 del material que había en los tres pisos de la Escuela. Además de mesas y sillas, había una mesa de pino pintada con una máquina telégrafo eléctrica, con su correspondiente pila y conductores en el Piso de Oficina y otra exactamente igual en el Piso de la Escuela. No indica el inventario el tipo de máquina telegráfica, pero probablemente sería un aparato Wheatstone de dos agujas.
El 22 de abril de 1855 se promulgó en España una ley para unir Madrid con una red de telegrafía eléctrica a todas las capitales de provincia, departamentos marítimos y a las fronteras de Francia y Portugal. Esta ley se considera como la constituyente del Cuerpo de Telégrafos y el punto de partida del servicio del telégrafo eléctrico, por tanto, del nacimiento de la Telecomunicación en España. La importancia que tuvo el telégrafo en el Parque del Retiro de Madrid queda reflejada en el callejero, pues al menos desde 1900 existe documentada la denominación "Paseo del Telégrafo" para el paseo cercano a la torre de telegrafía óptica del Buen Retiro, que corría paralelo al de Fernán Núñez.

### Como parte del Instituto Central Meteorológico

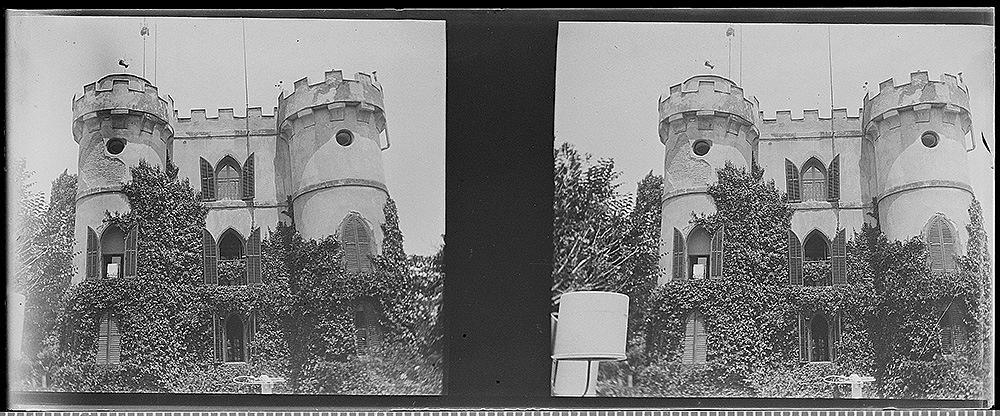
El castillete entre 1902 y 1905, en una fotografía estereoscópica tomada por su entonces director Augusto Arcimís, ya desprovisto de los instrumentos de telegrafía.

Entre 1868 y 1887, la torre de telegrafía óptica del Buen Retiro perteneció al Ayuntamiento de Madrid. Por Real Decreto de 18 de agosto de 1887 se crea el Instituto Central Meteorológico, primera institución oficial meteorológica española. Su primer director fue Augusto Arcimis, considerado el primer meteorólogo español. El objeto de esa institución era: “calcular y anunciar el tiempo probable a los puertos y capitales de provincia”. Arcimis considera que la ubicación del castillo, en ese momento en desuso, y cerca del Observatorio Astronómico, de la Central de Telégrafos y en un punto destacado en altura es ideal para la observación meteorológica. En su azotea se colocaron distintos aparatos de observación meteorológica. 

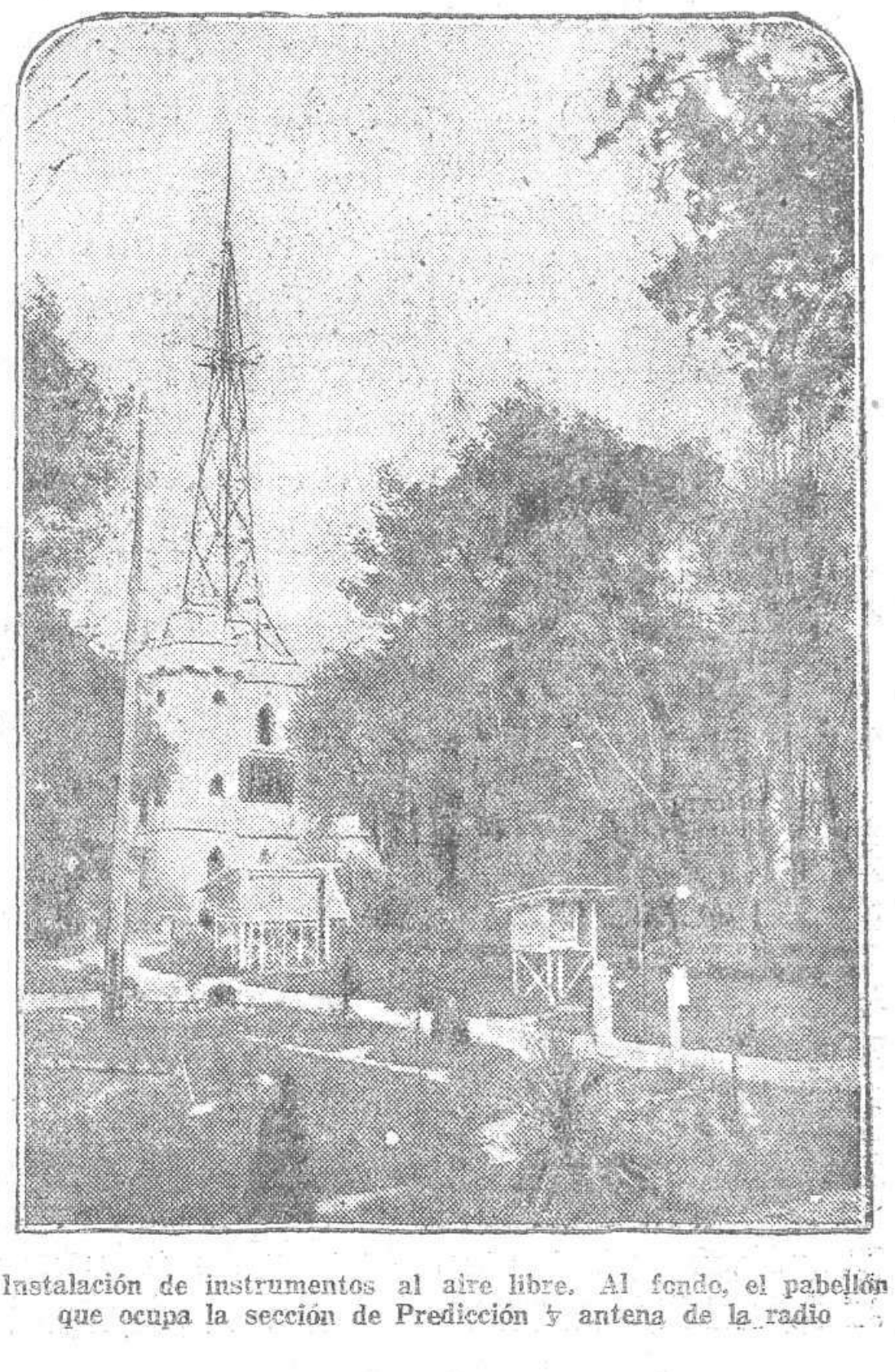
El Castillete en 1927, equipado con la antena de radiotelegrafía.

En 1888, la torre pasó a convertirse en la sede, título que mantuvo hasta 1936. El 1 de marzo de 1893 se publicó el primer Boletín Meteorológico diarios con un mapa del tiempo, el estado general de la atmósfera y de la mar por medio de observaciones en distintas estaciones españolas y extranjeras, y una predicción bajo el formato de tiempo probable. Compartió durante años con el Real Observatorio de Madrid tanto las observaciones meteorológicas como la recepción de los datos provinciales y su publicación en la Gaceta o en recopilatorios. La separación definitiva entre el Astronómico y el Instituto Central se produjo en 1906, en el que este último asumió todas las funciones meteorológicas nacionales incluyendo la recopilación de los datos de las estaciones provinciales además de encargarse de su instrucción. En 1909, se comenzó la elaboración y envío de una predicción marítima para las siguientes 24 horas. En 1911, el organismo pasó a llamarse Observatorio Central Meteorológico. En 1913, José Galbis, director del Instituto Central Meteorológico, realiza una rehabilitación integral de la torre.
En 1914, en la torre comenzaron los lanzamientos de globos sonda. El globo sonda es de mayores dimensiones que el globo piloto, igualmente es inflado con helio o hidrógeno, y lleva adosado otro globo de menores dimensiones y una barquilla donde van alojados los instrumentos registradores llamados meteógrafos. En este edificio permaneció la Sección de Predicción meteorológica, el Gabinete telegráfico y la Biblioteca.
En 1920, se instaló una antena de 20 m en la azotea de la torre, con ella se podían recibir los radiotelegramas meteorológicos emitidos por la Torre Eiffel. Además, se aseguró la transmisión sin hilos de los despachos meteorológicos y radiotelegramas con la estación radioeléctrica de Carabanchel (en caso de fallo las líneas telegráfica y telefónica) y con las estaciones de toda España. En este año, el Observatorio Central Meteorológico pasa a llamarse Servicio Meteorológico Nacional. En 1924, se amplió la Instalación radioeléctrica de la torre con una nueva estación emisora Marconi, y desapareció la torre de los vientos del torreón noroeste. La gran antena de radiotelegrafía se desmontó a principios de la década de 1930, debido al auge de la radio.
En 1947, se realizó una intervención en el castillete, en la que desaparecieron las ventanas ojivales y todo adorno arquitectónico de estilo gótico.
A finales de la década de 1990, ante el peligro inminente de derrumbe del edificio, se evacuó al personal y se cerró.

## Reivindicación y rehabilitación

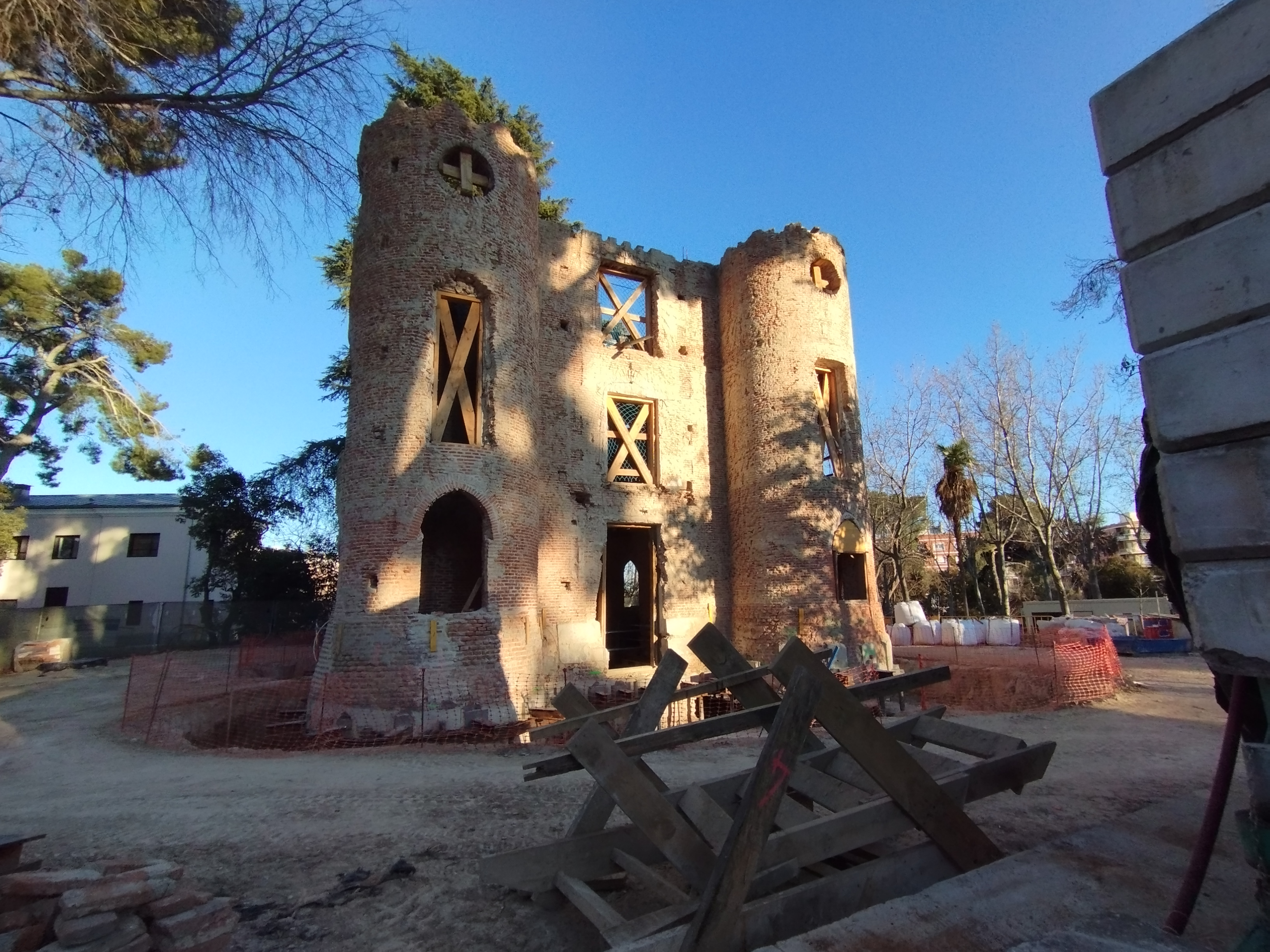
Vista del edificio en fase de reconstruccin

La Asociación de Amigos del Telégrafo de España desde 2004, fecha de su creación, ha promovido la recuperación del patrimonio telegráfico, y prestando asesoramiento técnico a proyectos de rehabilitación de torres de telegrafía óptica con su primer presidente Sebastián Olivé a la cabeza. Son más de 30 torres las que están teniendo mantenimiento y ocho de ellas están rehabilitadas por completo, como la torre de telegrafía óptica de Arganda del Rey en Madrid. En 2015, la asociación pidió la rehabilitación de la torre de telegrafía óptica del Retiro conforme a su uso originario, que tuviera en su parte superior una réplica de telégrafo óptico. Protagonizó una campaña en distintos medios de comunicación: Onda Madrid, M21 Radio y Telemadrid para que la torre una vez rehabilitada tuviera fines museísticos, albergar el Museo del Telégrafo.
En la actualidad, el edificio está siendo rehabilitado. En septiembre de 2021 se publicó la noticia de la aprobación, por parte del Ministerio para la Transición Ecológica y Reto Demográfico (MITECO), de un presupuesto de 3.7 millones de euros para la restauración de su aspecto original y posterior conversión en museo. En 2021 y 2022, la Asociación de Amigos del Telégrafo, y Antonio Cabañas, estudioso de la torre, propusieron su rehabilitación conforme a su uso originario y la conversión del edificio no solo en museo meteorológico, sino en museo telegráfico y meteorológico. 